# Ptychandra talboti
Ptychandra talboti är en fjärilsart som beskrevs av Hobby 1940. Ptychandra talboti ingår i släktet Ptychandra och familjen praktfjärilar. Inga underarter finns listade.